# Pásztor Noémi Virág
Pásztor Noémi Virág é um banda da Hungria de origem em Budapest.